# IC 147
IC 147 је спирална галаксија у сазвјежђу Кит која се налази на листи објеката дубоког неба у Индекс каталогу.
Деклинација објекта је - 14° 51' 46" а ректасцензија 1h 39m 59,4s. Привидна величина (магнитуда) објекта IC 147 износи 14,5 а фотографска магнитуда 15,3. IC 147 је још познат и под ознакама MCG -3-5-13, IRAS 01375-1506, PGC 6164.